# ソニー・ビッグ・スペシャル
『ソニー・ビッグ・スペシャル』はエフエム東京で1976年4月11日（10日深夜）から1986年11月29日（28日深夜）まで、毎週日曜1時-3時（土曜深夜25ｰ27時）に生放送された音楽番組である。
同番組は、毎月特定の歌手・作詞・作曲家を1人（組）取り上げ、その楽曲を集中して、ディスクジョッキーがそれについての解説を交えながら紹介したものである。また曲間の生コマーシャル「ソニーテープ千一夜」には、寺山修司などが出演していた。
中でもエルビス・プレスリーは1977年5月から4か月間にわたり、すべての楽曲を大挙放送したことで知られている。

## 出演者
- 本多俊夫（1976年4月10日 - 1979年6月1日）
- 高山栄（1979年6月8日 - 1986年11月29日）

## ネット局
- エフエム東京
- エフエム愛知
- エフエム大阪
- エフエム福岡
- 極東放送 (沖縄)→エフエム沖縄

中波局だが、当時からFM東京とのネットワーク協定があったため同時生放送されていた。